# کاچوره (شهرستان پیوا)

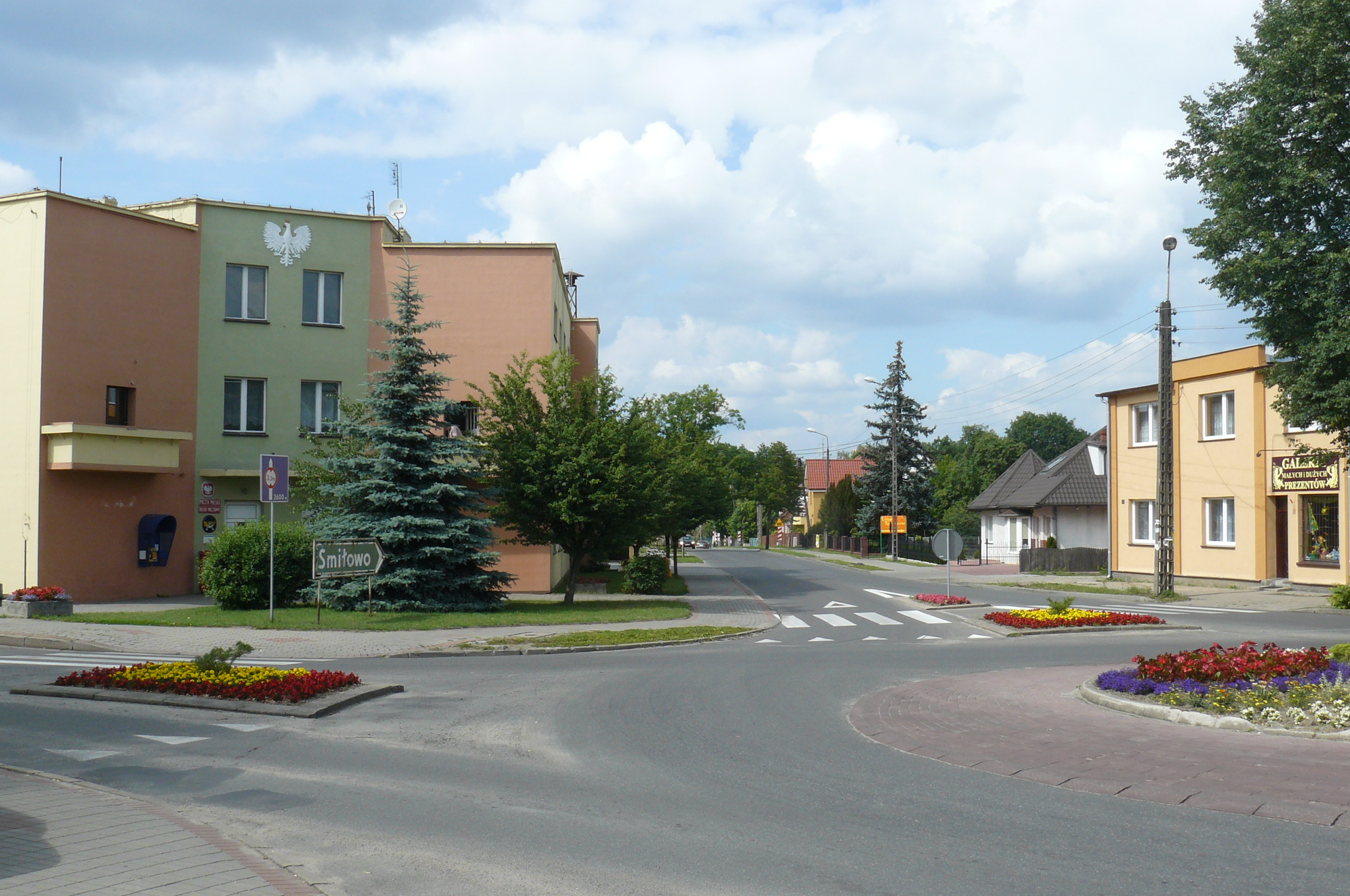
گمینا کاچوری (به انگلیسی: Gmina Kaczory) یک گمینای روستایی در شهرستان پیلا، ایالت لهستان بزرگ، در غرب مرکزی لهستان است.

کاچوره (به لهستانی:  Kaczory) یک روستا در لهستان است که در گمینا کاچوره واقع شده‌است.
 کاچوره  ۲٬۷۴۳ نفر جمعیت دارد. گمینا کاچوری (به انگلیسی: Gmina Kaczory) یک گمینای روستایی در شهرستان پیلا، ایالت لهستان بزرگ، در غرب مرکزی لهستان است. مقر آن روستای کازوری است که تقریباً در 12 کیلومتری جنوب شرقی پیلا و 78 کیلومتری شمال پایتخت منطقه ای پوزنان قرار دارد.